# Останній доказ королів (фільм, 1983)
«Останній доказ королів» або «Останній довід королів» (рос. Последний довод королей) — чотирисерійний телевізійний фільм кінокомпанії Укртелефільм режисера Віктора Кісіна за науково-фантастичним політичним романом Флетчера Нібела та Чарльза Бейлі «Сім днів у травні» (1962). У 1964 році роман екранізував у США режисер Джон Франкенгаймер під однойменною назвою.

## Сюжет
У центрі сюжету — масштабна змова гурту військовиків США під проводом генерала Джеймса Скота, спрямована проти чинного
президента Джордана Лімана. Сценарій серіалу написав міжнародний оглядач Володимир Дунаєв.

## У ролях
- Георгій Дрозд — Президент США Джордан Лиман
- Олександр Филипенко — полковник Мартин «Джіґс» Кейси, очільник об'єднаного штабу (Director of the Joint Staff[en])
- Ростислав Янковський — генерал ВПС Джеймс Скот, голова комітету очільників штабів
- Валерій Івченко — помічник президента Пол Джірард
- Ада Роговцева — секретар президента Естер Тавнсенд
- Михайло Данилов — сенатор від штату Джорджія Рей Кларк
- Давид Бабаєв — очільник охорони президента США Арт Корвин
- Ігор Кашинцев — сенатор Фред Прентис
- Станіслав Корєнєв — фінансист Крис Тодд
- Леонід Бакштаєв — генерал Барні Рутковський, командувач ППО
- Олена Майорова — Шу, з команди телепроповідника МакФерсона, колись — подруга Джіґса Кейсі

- Євген Паперний — телепроповідник Гарольд МакФерсон
- Тетяна Лаврова — Мілісент Морган, коханка генерала Джеймса Скота
- Леонід Яновський — полковник Джоні Бродерик
- Микола Банковський — віце-адмірал Фарлі Барнсвел, командувач 6-го флоту військово-морських сил
- Владислав Кудієвський — полковник Вільям «Мат» Гендерсон, колись — однополчанин Кейсі по корпусу морської піхоти
- Валентин Шестопалов — полковник Мердок, ад'ютант Джеймса Скота
- Віктор Восканян — лейтенант Дорсі Хаф, черговий по шифрувальному відділу Пентагона
- Вадим Терентьєв — генерал Діфенбах, очільник штабу суходільних сил
- Олександр Гринько — генерал Гардесті, очільник штабу військово-повітряних сил
- Олександр Рубашкин — генерал Райлі, очільник штабу корпусу морської піхоти
- Юрий Муравицький — адмірал Лоренс Палмер, очільник штабу військово-морських сил
- Микола Задніпровський — Сол Ліберман, директор ЦРУ
- Сергій Філімонов — посол США в СРСР
- Олег Комаров — власник мотелю в Ель-Пасо
- Алла Сергійко — Мері, подруга власника мотелю
- Борис Болдиревський — генерал Гарлок
- І. Костин — Герман Вітні, американський аташе в Іспанії
- Валентина Бражник — супутниця американського аташе
- Микола Слободян
- Є. Панасенко — таксист
- Яків Козлов — Джон Рольфпатрик, президент корпорації «Дженерал авіейшн»
- Валерій Наконечний — звукооператор
- Володимир Дунаєв — коментатор у кадрі

## Звукова доріжка
Мінісеріала оздоблено циклом «військово-політичних» пісень, їх співає Валерій Леонтьєв (музика — Володимир Бистряков, слова — Наум Олев).
- 1. «Морська піхота» — 02:48 (mp3) (текст)
- 2. «Полювання» — 02:47 (mp3) (текст [Архівовано 26 вересня 2017 у Wayback Machine.])
- 3. «Сімейний портрет в інтер'єрі» — 03:36 (mp3) (текст)
- 4. «Перегони» — 04:06 (mp3) (текст)
- 5. «Щасливе дитинство» — 04:02 (mp3) (текст)
- 6. «Сикрет-сервіс» — 01:52 (mp3) (текст)
- 7. «Кокосове молоко» — 02:40 (mp3) (текст)
- 8. «Морська миля» — 03:18 (mp3) (текст)
- 9. «Мій капрал» — 02:25 (mp3) (текст)
- 10. «Мираж Лас-Вегас» — n/a (текст)
- 11. «Happy End» — 03:43 (mp3) (текст)

## Цікаві факти
- У роботі над картиною брав у часть Генеральний секретар ЦК КПРС Юрій Андропов. Фільм зроблено 1983 року й випущено на екрани на початку лютого 1984-го.
- «Мабуть, в СРСР відбувається щось нове, якщо роблять такі фільми» — сказав президент США Рональд Рейган про телефільм «Останній довід королів».
- У пісні «Морська піхота» слова приспіву «убий чи будь убитий!» відповідають до назви армійського курсу рукопашного бою (Kill Or Get Killed), що використовують у військах НАТО.